# Polynema carbonelli
Polynema carbonelli är en stekelart som först beskrevs av Dmitriy Alekseevich Ogloblin 1963.  Polynema carbonelli ingår i släktet Polynema och familjen dvärgsteklar. Inga underarter finns listade i Catalogue of Life.